# Curtain Falls
Curtain Falls è un singolo del gruppo musicale britannico Blue, estratto dalla raccolta Best of Blue e pubblicato il 7 novembre 2004.
La canzone utilizza un campionamento di Pastime Paradise di Stevie Wonder, precedentemente già usato da Coolio in Gangsta's Paradise.

## Tracce
CD promozionale (Europa)
1. Curtain Falls – 3:38

CD singolo (Francia)
1. Curtain Falls – 3:38
2. Quand le rideau tombe – 3:20
3. Curtain Falls (Video) – 3:58

CD singolo (Germania)
1. Curtain Falls (Album Version) – 4:06
2. Best of Blue Medley – 5:21

CD maxi-singolo (Germania)
1. Curtain Falls (Album Version) – 4:06
2. Long Time – 4:16
3. Too Close (Blacksmith R&B Club Rub) – 5:43

## Classifiche
| Classifica (2004-05) | Posizione massima |
| -------------------- | ----------------- |
| Austria              | 16                |
| Belgio (Fiandre)     | 20                |
| Belgio (Vallonia)    | 30                |
| Finlandia            | 14                |
| Francia              | 18                |
| Germania             | 8                 |
| Irlanda              | 10                |
| Italia               | 2                 |
| Paesi Bassi          | 37                |
| Regno Unito          | 4                 |
| Russia               | 2                 |
| Svizzera             | 13                |